# Amalie Næsby Fick
Amalie Næsby Fick (* 1986) ist eine dänische Regisseurin. Ihre Kurzserie Sex lief auf der Berlinale 2020  in der Sektion Berlinale Series.

## Beruflicher Werdegang
2016 schloss Amalie Næsby Fick ihr Studium im Fach Regie bei Animationsfilmen an der staatlichen Filmhochschule in Kopenhagen ab. Ihr Abschlussfilm, der Kurzfilm für Kinder Ztriewer, gewann mehrere Preise, unter anderem den Preis für den besten Spielfilm für Kinder und Jugendliche beim CPH PIX Filmfestival in Kopenhagen.
2017 erzählte sie im Animationsfilm für Kinder Die unglaubliche Geschichte von der Riesenbirne zusammen mit Philip Einstein Lipski und Jørgen Lerdam eine Geschichte von Gefahr, Rettung und Freundschaft. Darin erleben liebevoll gezeichnete Charaktere an fantasievollen Orten Abenteuer ohne kitschige Dramatisierungen.
Ihr Seriendebüt Sex lief auf der Berlinale 2020. Es erzählt von Cathrine, die in einem Callcenter Tipps zu Sex und Liebe gibt, aber selbst in einem Gefühls- und Lebenschaos steckt: Sie ist hin- und hergerissen zwischen ihrer Kollegin Selma und ihrem Freund und Partner Simon, der die Lust an Sex verloren hat. In sechs zwölfminüten Episoden schuf die Regisseurin eine Short-Form-Serie, die unter dem Thema „Aufklärung“ im dänischen Fernsehen läuft.
Eine zweite Staffel zu Sex ist in Planung.

## Filmografie
- 2015: Sorte måne (Abschlussfilm von Kasper Kalle, Drehbuch Kasper Kalle und Amalie Næsby Fick)
- 2016: Ztriewer (Abschlussfilm, Kurzfilm für Kinder; Regie und Drehbuch)
- 2017: Die unglaubliche Geschichte von der Riesenbirne (Den utrolige historie om den kæmpestore pære; Regie und Drehbuch)
- 2020: Christian IV (Spielfilm von Kasper Kalle; Drehbuchberatung[6])
- 2020: Sex (sechsteilige Serie; Regie)[1]
- seit 2022: Befruchtet (Skruk) (Fernsehserie, Idee und Regie)

## Auszeichnungen und Nominierungen
- 2017 Nominierung bei den Ekko Shortlist Awards in der Kategorie Bester Animationsfilm für Ztriewer[7]
- 2018 Robert, dänischer Film- und Fernsehpreis, in der Kategorie Bester Kinder- und Jugendfilm für Die unglaubliche Geschichte von der Riesenbirne[7]
- 2020 Teilnahme an der Berlinale 2020 mit der Kurzserie Sex, Drehbuchautorin Clara Mendes[8]